# Вавельский дракон
Ва́вельский драко́н (пол. Smok wawelski) — персонаж средневековых польских преданий, легендарный дракон, живший, как считалось, в пещере, называемой Драконьей ямой у подножия Вавельского холма в городе Кракове.

## Легенда
Согласно наиболее древнему (XII век) варианту этой легенды, изложенному Винцентием Кадлубеком, во времена правления короля Крака (легендарного основателя Кракова, по имени которого город получил своё название) в Кракове появилось существо — дракон, называемый живоглотом (пол. całożerca, лат. holophagus — то есть «существо, заглатывающее своих жертв целиком»). Раз в неделю дракону следовало приносить в жертву корову; если же он не получал её, то взамен пожирал людей. Чтобы спасти город от чудовища, Крак послал двух своих сыновей, Крака и Леха, убить дракона. Одолеть змея в поединке сыновья не смогли, поэтому они пошли на хитрость. Они набили шкуру коровы серой, и, проглотив это чучело, дракон задохнулся. После смерти чудовища братья поссорились из-за того, кому из них принадлежит победа. Младший брат, Лех, убил старшего, а возвратившись в замок, сказал, что Крак пал в битве с драконом. Однако тайна братоубийцы была раскрыта и Леха изгнали из страны, а в честь невинно убитого Крака назвали город.
Ян Длугош в своей хронике победу над драконом приписал самому королю, а братоубийство перенёс в то время, когда Крак уже умер.
Другая версия легенды (XVI век), принадлежащая Йоахиму Бельскому, гласит, что дракона победил сапожник Скуба. Он подбросил монстру тельца, начинённого серой. Дракону, съевшему телёнка, начало так жечь в желудке, что он выпил пол-Вислы и лопнул.

## Воплощения
В 1972 году у Вавельского холма на Червенском бульваре в Кракове был уставлен памятник дракону, автором которого является польский скульптор Бронислав Хромый. Дракон извергает огонь каждые 5 минут или по СМС по телефону 7168 с текстом «smok».
В 2015 году студия «Allegro» сняла короткометражный фильм (1-й по счёту) из серии Legendy Polskie, где дракон это накачанный и татуированный мужчина (которого сыграл датский бодибилдер Ким Колд) и его огромная летающая машина. Дракон большой любитель красивых девушек, которых похищает и держит в своём укрытии на одной из загородных вилл.

### Галерея

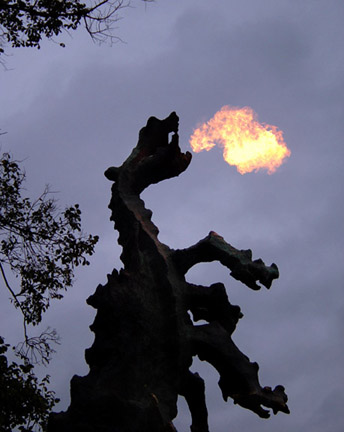
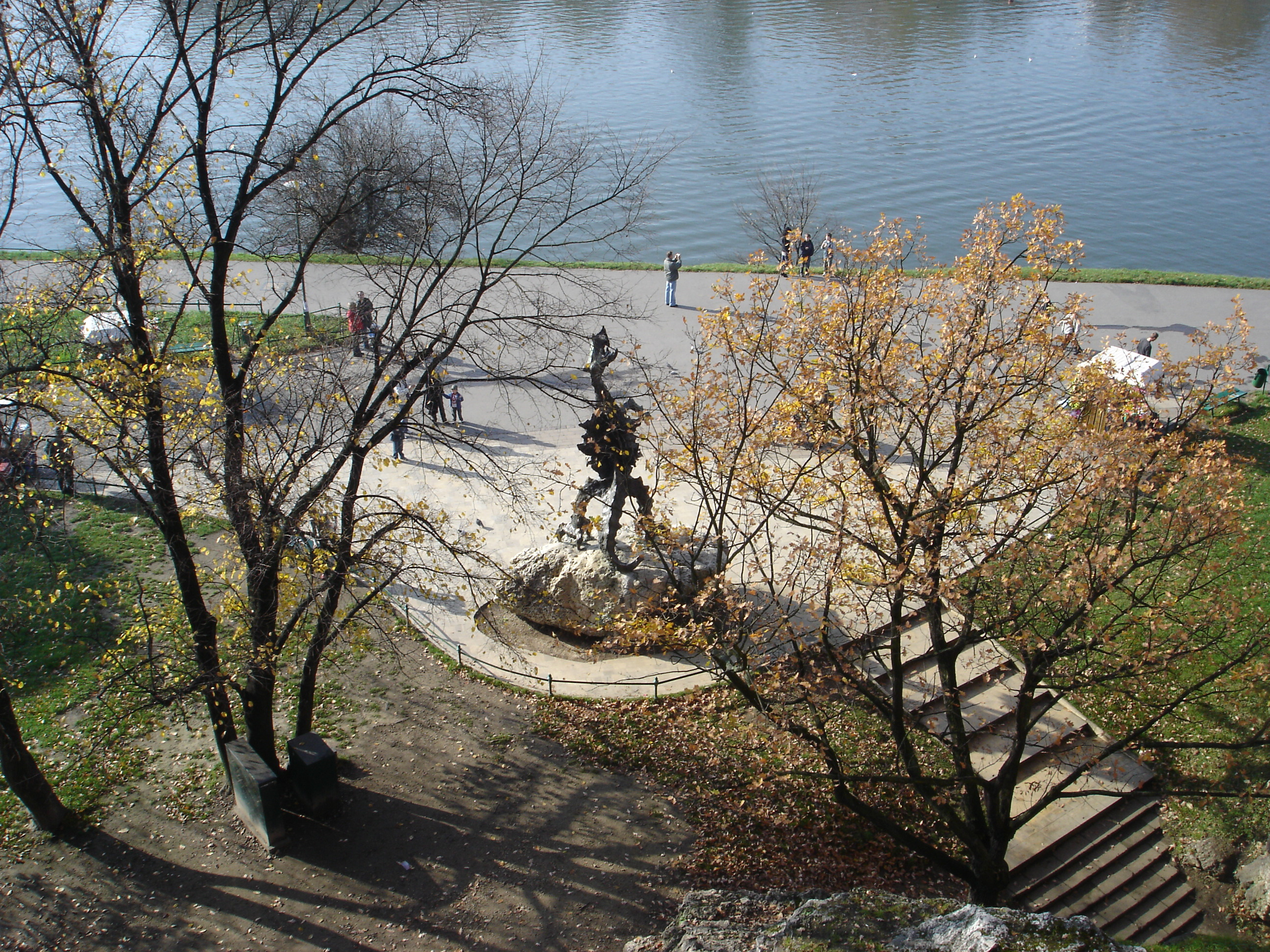
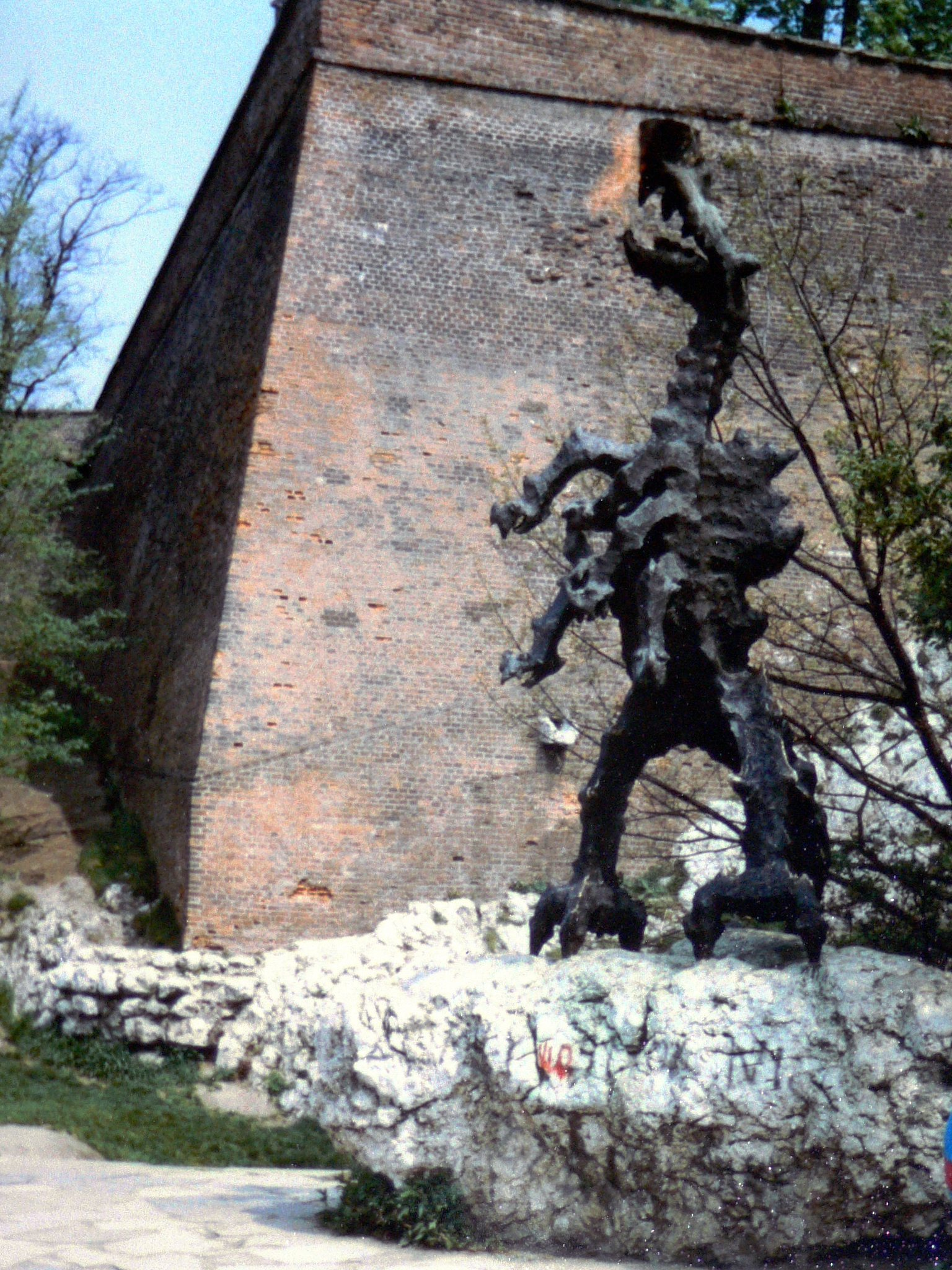
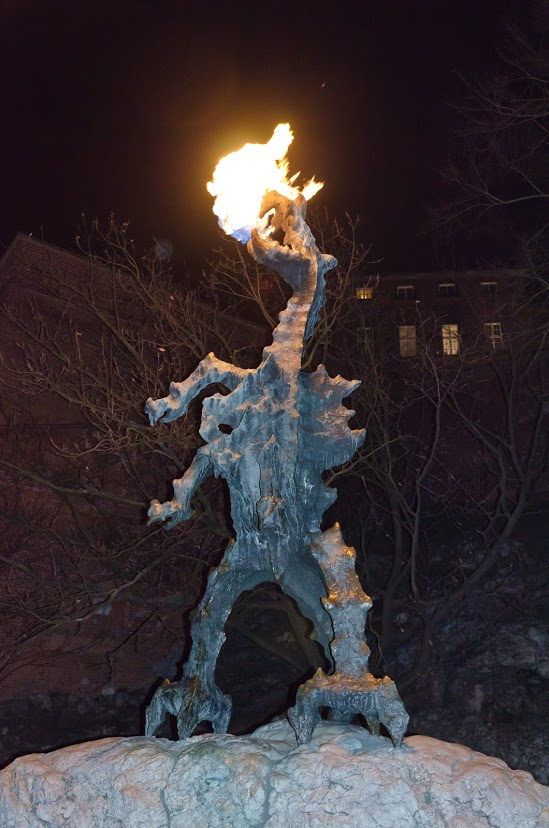